# Parabuthus transvaalicus
Espèce
Synonymes
- Scorpio teter Müller, 1828
- Parabuthus obscurus Penther, 1900
- Parabuthus pachysoba Penther, 1900

Parabuthus transvaalicus est une espèce de scorpions de la famille des Buthidae.

## Distribution
Cette espèce se rencontre en Afrique du Sud, au Botswana, au Zimbabwe et au Mozambique,.

## Description

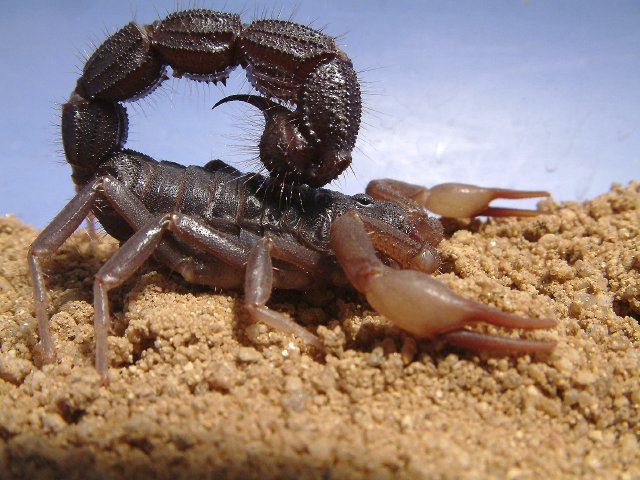
Parabuthus transvaalicus ♂

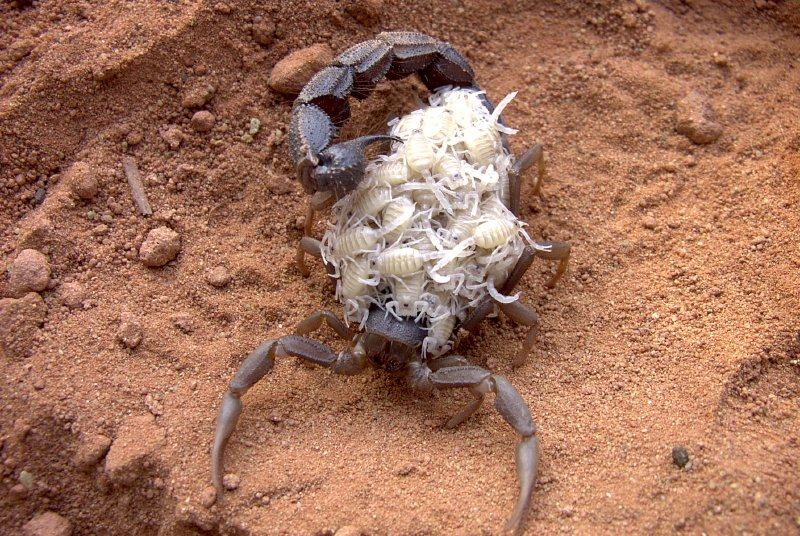
Parabuthus transvaalicus ♀ et juvéniles

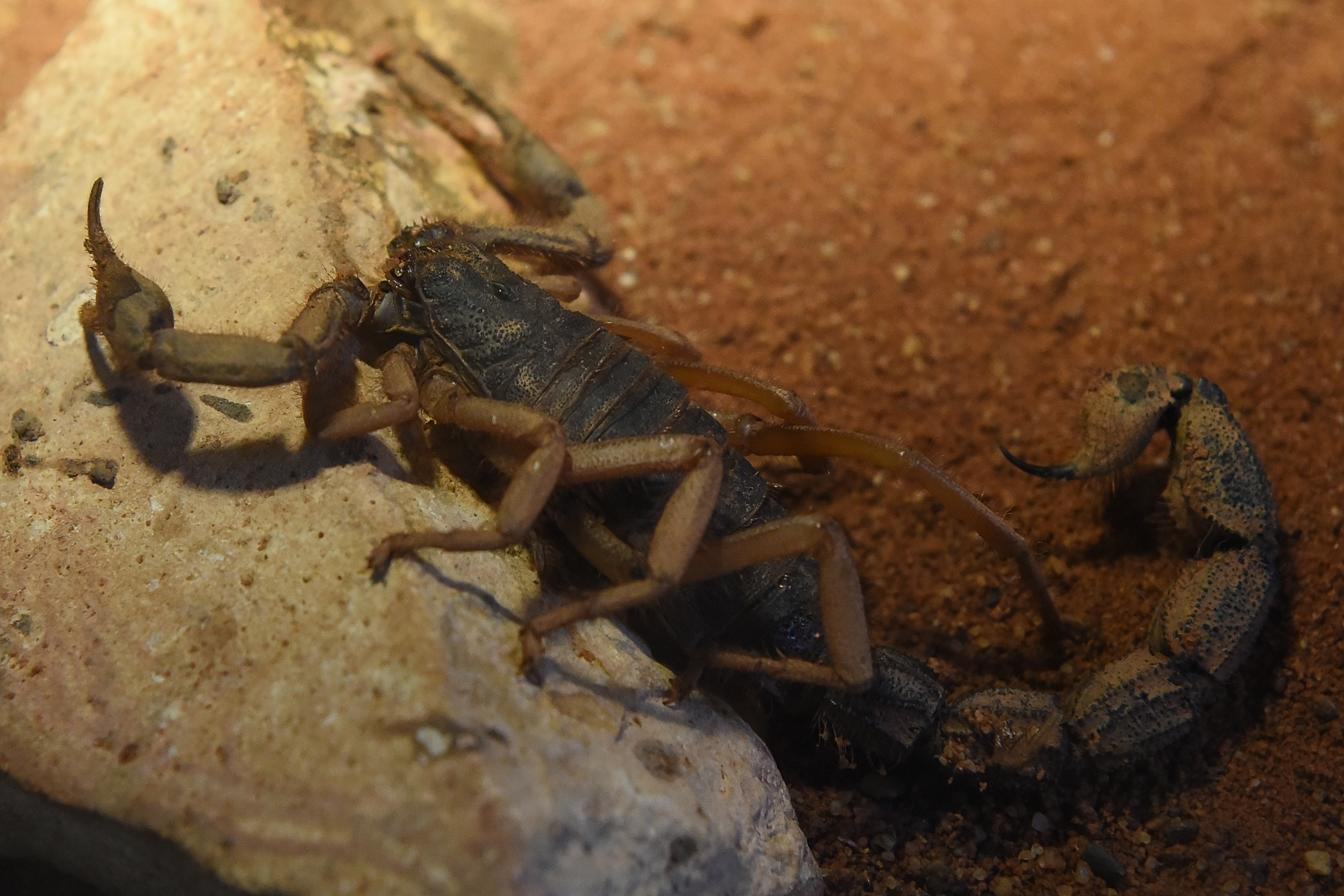
Parabuthus transvaalicus

La femelle holotype mesure 92 mm.
Parabuthus transvaalicus mesure de 85 à 150 mm.

## Venin
La dose létale médiane du venin de ce scorpion est de 4,25 mg/kg.

## Étymologie
Son nom d'espèce lui a été donné en référence au lieu de sa découverte, le Transvaal.

## Publication originale
- Purcell, 1899 : « New South African scorpions in the collection of the South African Museum. » Annals of the South African Museum, vol. 1, p. 433–438 (texte intégral) (en).